# Août 1985

## Événements
- Programme de stabilisation économique en Bolivie : le déficit budgétaire est brutalement réduit, ce qui fait tomber l’inflation de 8 170 % en 1985 à 11 % en 1987, sans restaurer cependant une solide croissance.
- Au Pérou, le président Alan García lance un programme économique consistant en une relance de la consommation par des augmentations de salaires, un gel des prix et une dévaluation de 12 %. Les remboursements des intérêts de la dette sont strictement limités. L’inflation est momentanément contrôlée et le Pérou connaît des taux de croissance de 9,5 % en 1986 et 6,9 % en 1987, avant que l’ampleur du déficit fiscal ne provoque une hausse de l’inflation.

- 3 - 10 aout : le 70e congrès mondial d’espéranto a lieu à Augsbourg. Il a pour thème « Antiquité et modernité : que changer, que conserver ? ».
- 4 août (Formule 1) : Grand Prix automobile d'Allemagne.
- 6 août : traité de Rarotonga pour la création d’une zone dénucléarisée dans le Pacifique Sud. Il sera finalement ratifié en 1996 par les États-Unis, le Royaume-Uni et la France.
- 10 août : explosion du réacteur nucléaire du K-431.
- 12 août : un Boeing 747, le vol 123 Japan Airlines, s'écrase sur une montagne, après avoir voulu retourner à Tokyo à la suite d'un problème de décompression de l'appareil. 520 personnes y trouvent la mort.
- 16 août : élection présidentielle  en Iran.
- 18 août (Formule 1) : Grand Prix d'Autriche.
- 20 août (Inde) : le dirigeant indépendantiste modéré Harchand Singh Longowal est assassiné, et l’engrenage de la violence est réamorcé au Khalistan.
- 25 août (Formule 1) : Grand Prix automobile des Pays-Bas.
- 27 août : au Nigeria, l’armée porte au pouvoir le général Ibrahim Babangida qui s’engage à sauver le pays de la catastrophe économique.

## Naissances
- 3 août : Constance, humoriste française.
- 4 août : Antonio Valencia, footballeur équatorien.
- 5 août : Salomon Kalou, footballeur ivoirien.
- 6 août :
  - Bafétimbi Gomis, footballeur français.
  - Anthony Nese, catcheur américain.
- 7 août : Carole Vergne, escrimeuse française.
- 9 août : 
  - Anna Kendrick, actrice américaine.
  - Vivek Ramaswamy, entrepreneur et homme politique américain.
- 13 août : Vilmarie Mojica, joueuse portoricaine de volley-ball.
- 20 août :
  - Álvaro Negredo Sánchez, footballeur espagnol.
  - Brant Daugherty, acteur américain.
- 21 août :
  - Nicolás Almagro, joueur de tennis espagnol.
  - Boladé Apithy, escrimeur français.
  - Roelof Dednam, joueur sud-africain de badminton.
  - Melissa M (Melissa Merchiche, dite), chanteuse française.
- 22 août : Jimmy et Jey Uso, deux jumeaux catcheurs professionnels américains.
- 26 août : Hugo Duminil-Copin, mathématicien français, lauréat 2022 de la médaille Fields.
- 31 août : Mohammed ben Salmane, prince héritier d'Arabie Saoudite.

## Décès
- 1er août : Jules Moch, homme politique français (° 15 mars 1893)
- 2 août : Frank Faylen, acteur américain (° 8 décembre 1905).
- 4 août : Adolf Braeckeveldt, coureur cycliste belge (° 6 octobre 1912).
- 6 août : Philippe de Dieuleveult, journaliste et animateur de télévision (°4 juillet 1951).
- 14 août : Laura Eisenstein, physicienne américaine (° 1942)
- 25 août : Samantha Smith, écolière américaine, ambassadrice de bonne volonté en Union soviétique (° 29 juin 1972).
- 30 août
  - El Yiyo (José Cubero Sanchez), matador espagnol (° 16 avril 1964).
  - Philly Joe Jones, batteur de jazz américain (° 15 juillet 1923).